# Alfred Beamish
Alfred Ernest Beamish (* 6. August 1879 in Richmond upon Thames; † 28. Februar 1944 in Nairn) war ein englischer Tennisspieler.

## Leben
Beamish besuchte die Harrow School in London. Sein Vater war ein irischer Anwalt, sein Großvater kämpfte im Amerikanischen Unabhängigkeitskrieg.
1903 spielte Alfred Beamish sein erstes Turnier im Londoner Queen’s Club. Ein Jahr später gab er sein Debüt bei den Wimbledon Championships. Zweimal erreichte er dort im Einzel das Halbfinale – 1912 verlor er gegen Arthur Gore, 1914 verlor er gegen den späteren Turniersieger Norman Brookes. 1912 und 1913 stand er zudem im Finale des Doppelwettbewerbs. Im Mixed-Doppel kam er in den Jahren 1920 und 1921 unter die letzten Vier, beim ersten Mal mit seiner Frau Winifred Beamish, die er 1912 geheiratet hatte.
Im Jahr 1912 erzielte Beamish seine größten Erfolge. Neben den Ergebnissen in Wimbledon stand er auch im Finale der Einzel- und der Doppelkonkurrenz bei den Australischen Tennismeisterschaften. Gegen seinen Landsmann James Parke unterlag er mit 3:6, 6:3, 1:6, 6:1, 7:5 in fünf Sätzen. Im Doppel stand er im rein britischen Finale mit Gordon Lowe ebenfalls Parke und Charles Dixon gegenüber. Sie verloren in drei Sätzen mit 6:4, 6:4, 6:2. Im selben Jahr nahm er an den Olympischen Spielen 1912 in Stockholm teil. Hier gewann er mit Charles Dixon die Bronzemedaille im Hallen-Doppel gegen Arthur Gore und Herbert Roper Barrett. Im Einzel schied er dagegen bereits in der ersten Runde aus. Auch bei den Spielen 1920 kam er in drei Wettbewerben zum Einsatz, verlor jedoch jeweils früh.
Beamish bestritt 1911, 1912 und 1920 drei Begegnungen für die britische Davis-Cup-Mannschaft. Alle drei Begegnungen waren jeweils die Finalpartie der damaligen International Lawn Tennis Challenge, Beamish wurde dabei stets im Doppel eingesetzt. 1911 gegen die Vereinigten Staaten siegte er gemeinsam mit Charles Dixon, die Begegnung endete jedoch mit 1:4 aus britischer Sicht. Im Jahr darauf unterlagen er und James Parke zwar gegen ihre Kontrahenten, dennoch gewann Großbritannien die Begegnung gegen Australasien mit 3:2 und somit auch den gesamten Wettbewerb. In der Saison 1920 blieben er und Algernon Kingscote in ihrer Doppelpartie chancenlos, sie verloren deutlich mit 0:3. Die Begegnung endete mit 4:1 für Australasien.
Während des Ersten Weltkriegs diente Beamish in den Royal Army Service Corps. Sein größter Erfolg nach dem Krieg war das Erreichen des Finals 1921 bei den Tennis-Hallenweltmeisterschaften in Kopenhagen, wo er William Laurentz unterlag. Er schrieb Anfang der 1920er-Jahre zwei Tennis-Handbücher.
Beamish starb 1944 in Nairn, Schottland.

## Werke
- First Steps to Lawn Tennis. Mills & Boon Ltd., London 1922 (online)
- The Lawn Tennis Tip Book. Mills & Boon Ltd., London 1923